# Mohammed Al-Balushi
Mohammed Abdullah Mubarak Al-Balushi (in arabo  محمد عبدالله مبارك البلوشي‎?; Oman, 27 agosto 1989) è un calciatore omanita, centrocampista svincolato.

## Carriera

### Nazionale
Con la Nazionale omanita ha preso parte alla Coppa d'Asia 2019.

## Palmarès
- Coppa dello Sceicco Jassem: 1

Al-Arabi: 2008
- Coppa dei Campioni del Golfo: 1

Al-Wasl: 2009
- Supercoppa del Golfo Arabico: 1

Al-Wahda: 2011
- Oman League: 1

Al-Nahda: 2013-2014